# Karl Konrad Finke
Karl Konrad Finke (* 5. April 1935 in Berlin) ist ein deutscher wissenschaftlicher Bibliothekar. Er war von 1967 bis 2000 Leiter der Benutzungsabteilung der
Württembergischen Landesbibliothek in Stuttgart.

## Leben
Nach dem Jurastudium in Tübingen und München und dem Gerichtsreferendariat 1961 bis 1965 mit abgelegter 2. juristischer Staatsprüfung in Stuttgart und dem zusätzlichen Bibliotheksreferendariat 1965 bis 1967 mit abgelegter Staatsprüfung für den wissenschaftlichen Bibliotheksdienst in Köln war er von 1967 bis 2000, seit 1974 als Bibliotheksdirektor, Leiter der Benutzungsabteilung und Fachreferent für Recht und Verwaltung an der Württembergischen Landesbibliothek in Stuttgart. 1970 wurde er von der Universität Tübingen mit einer rechtshistorischen Arbeit zu den Anfängen des Rechtsunterrichts an der Tübinger Juristenfakultät 1477–1534 bei Ferdinand Elsener zum Dr. jur. promoviert.
Als Mitglied der Benutzungskommission des Vereins Deutscher Bibliothekare und nachfolgend des Deutschen Bibliotheksinstituts in Berlin war er 1972 bis 1984 an Reformen des deutschen und internationalen Leihverkehrs beteiligt, zunächst als Vertreter von Ltd. Bibliotheksdirektor Hans-Peter Geh (Stuttgart), danach als reguläres Mitglied, in den beiden letzten Amtsperioden in der Nachfolge von Ltd. Bibliotheksdirektor Klaus-Dieter Lehmann (Frankfurt a. M., später Präsident der Stiftung Preußischer Kulturbesitz) als Vorsitzender dieser Kommission.
Schwerpunkt seiner Forschungen blieb, besonders nach seiner Pensionierung 2000, die Universitätsgeschichte im deutschen Südwesten im Spätmittelalter, dazu auch die Regionalgeschichte des Nordschwarzwalds. Als Vorstandsmitglied des Heimat- und Geschichtsvereins Oberes Enztal e.V. initiierte er historische Stadtrundgänge in Bad Wildbad und erstellte dafür die Texte der Stadtrundgangstafeln und der zugehörigen Faltblätter. Für diese Arbeiten erhielt er 2015 die Ehrenmitgliedschaft des Vereins.
Als Schriftführer im Vorstand des Fördervereins Trinkhalle Wildbad e.V. war er 2004 bis 2011 am Erhalt und an der Restaurierung der zunächst für den Abriss vorgesehenen Trinkhalle in Bad Wildbad beteiligt, umgewandelt in ein Kulturzentrum und Veranstaltungsort für das jährliche Festival Rossini in Wildbad. Außerdem war er 1992 bis 2010 Finanzreferent im Vorstand der Ortsgruppe Tübingen des Schwäbischen Heimatbunds sowie 1976 bis 2024 Korrekturassistent der Vereinszeitschrift Schwäbische Heimat.

## Werke (Auswahl)
- Johannes Reuchlin als Richter des Schwäbischen Bundes. In: Schwäbische Heimat Jg. 23 (1972) S. 152–159.
- Die Tübinger Juristenfakultät 1477–1534. Rechtslehrer und Rechtsunterricht von der Gründung der Universität bis zur Einführung der Reformation (Contubernium, Band 2), Tübingen 1972. ISBN 3-16-633122-0
- Die Ratsbibliothek Schwäbisch Hall und ihre juristische Literatur des 16. Jahrhunderts. In: Württembergisch Franken. Jahrbuch des Historischen Vereins für Württembergisch Franken. Schwäbisch Hall 1973, S. 118–135.
- Ein Urteil Johann Reuchlins als Richter des Schwäbischen Bundes. In: Ferdinandina. Herrn Professor Dr. iur. Ferdinand Elsener zum 60. Geburtstag am 19. April 1972 gewidmet von seinen Schülern, hrsg. von Friedrich Ebel (u. a.). 2., erw. Aufl., Tübingen 1973.
- Johannes Lupfdich – gest. 1518. Professor der Rechte in Tübingen 1495–1515 und Anwalt gegen Österreichs Expansionspolitik. In: Lebensbilder zur Geschichte der Tübinger Juristenfakultät, hrsg. von Ferdinand Elsener (Contubernium, Band 17). Tübingen 1977, S. 1–8. ISBN 3-16-939742-7
- Die ersten tausend Tage der Ära Geh in der Württembergischen Landesbibliothek. Erinnerungen aus dem Blickwinkel der Benutzung und des Fachreferats. In: Bücher, Menschen und Kulturen. Festschrift für Hans-Peter Geh zum 65. Geburtstag. München 1999, S. 29–44. ISBN 3-598-11399-4
- Bernhard Heiligers Bronzeplastik Montana I in der Stuttgarter Kulturmeile. In: Schwäbische Heimat Jg. 52 (2001), S. 294–298.
- Dr. iur. civ. Johannes Reuchlin (1455–1522). Jurist, Diplomat und Humanist. In: Schwäbische Heimat Jg. 56 (2005), S. 299–309.
- Johannes Vergenhans genannt Nauclerus (1425–1510). In: Tübinger Blätter Jg. 96 (2010), S. 54–57.
- Die Professoren der Tübinger Juristenfakultät (1477–1535). (Tübinger Professorenkatalog, hrsg. von Sönke Lorenz, Band 1,2). Tübingen, Ostfildern 2011. 414 S. ISBN 978-3-7995-5452-7
- Vom Kanzleischreiber zum Kanzler – Erste württembergische Kanzler bis 1520. In: Schwäbische Heimat Jg. 63 (2012), S. 302–308.
- Kriegstagebuch 1915–1918 von Karl Finke, Dr. phil. (1897–1966), aus der Sütterlinschrift transkribiert und bearbeitet von Karl Konrad Finke. Bad Wildbad 2013 (Archiv der Bibliothek für Zeitgeschichte in der Württembergischen Landesbibliothek). Auch als lizenzfreie Online-Ausgabe im SWB-Verbundkatalog.
- Bad Wildbad. Ortsgeschichte Wildbad und Bergorte. In: www.bad-wildbad.de, Suchbegriff Ortsgeschichte. (Stand: 15. April 2016)
- Das Attentat auf Graf Eberhard II. von Württemberg. Der <<Überfall im Wildbad >> 1367. In: Schwäbische Heimat Jg. 67 (2016), Heft 3, S. 286–294.
- Der "Überfall im Wildbad" 1367. In: Kreisgeschichtsverein Calw (Hg.), Das Wildbad im Schwarzwald. Seit mehr als 650 Jahren baden und Heilen. Horb am Neckar 2017, S. 19–24. ISBN 978-3-86595-529-6
- Zwischen Hochverrat und Karrieredenken – Der Anteil juristischer Amtsträger Herzog Ulrichs von Württemberg an dessen Sturz 1519. In: Schwäbische Heimat Jg. 70 (2019), S. 28–35.